# یک روز برای مردن
یک روز برای مردن (به انگلیسی: A Day to Die) یک فیلم اکشن و سرقت آمریکایی به کارگردانی وس میلر با بازی بروس ویلیس، فرانک گریلو، لیون رابینسون و کوین دیلون است. این فیلم توسط کمپانی ورتیکال انترتینمنت در ۴ مارس ۲۰۲۲ منتشر می‌شود.

## داستان
یک افسر مشروط به شرط آزادی که مدیون یک رئیس باند محلی است مجبور است برای پرداخت دو میلیون دلار بدهی خود و نجات همسر باردار ربوده شده خود و تسویه حساب با مفسدان شهر، ظرف دوازده ساعت یک سری از داروهای خطرناک مواد مخدر را جمع کند.

## تولید
فیلمبرداری در جکسون، میسیسیپی در مارس ۲۰۲۱ آغاز شد، به عنوان اولین فیلمی که در سال ۲۰۲۱ در این شهر فیلمبرداری شد. فیلمبرداری پس از شش هفته در ماه آوریل و با صحنه‌های نهایی در فرودگاه صحرایی هکینز به پایان رسید. در ماه مه ۲۰۲۱، کمپانی ورتیکال انترتینمنت حق توزیع این فیلم را به دست آورد و تاریخ انتشار ۴ مارس ۲۰۲۲ را به این فیلم داد.